# فريدريك كيد
فريدريك كيد هو سياسي كندي، ولد في 29 يوليو 1921 في كندا، وتوفي في 22 مارس 1997. حزبياً، نشط في الرابطة التقدمية المحافظة في ألبرتا ‏. وقد انتخب عضو الجمعية التشريعية ألبرتا وانتخب Member of the Legislative Assembly ‏.